# 新日本キックボクシング協会
新日本キックボクシング協会（しんにほんキックボクシングきょうかい）は、日本のキックボクシング団体。1983年に設立。代表は伊原信一。

## 歴史
1983年に日本キックボクシング協会から伊原道場が独立して「新日本キックボクシング協会」として設立。
1984年に日本キックボクシング連盟に統合されるが、1990年代後半に再び伊原が独立し、マーシャルアーツ日本キックボクシング連盟を離脱したグループと合流。このグループは伊藤の古巣でもあり、藤本勲がチーフトレーナーを務め、キックボクシング創始者野口修が設立した目黒ジムを含んでいた。この合流グループが野口より承認を得て「日本キックボクシング協会」を名乗った。1998年に「新日本キックボクシング協会」に名称変更した。
1999年より5年間「打倒ムエタイ」を掲げてタイ・バンコクのラジャダムナンスタジアムで興行を行なう。2003年、日本プロスポーツ協会に正式加盟。2004年より「TITANS」と女子選手のみで開催される「ANGEL'S」を開始。

## ルール
基本3分3ラウンドまたは5ラウンド。ただし、デビュー戦から3勝までは2ラウンドとなる。王座決定戦に限りラウンド・マスト・システムの延長戦を採用。パンチ、キック、バックハンドブロー、肘打ち、膝蹴りが有効。3ノックダウン制。ノックダウンした選手は最終ラウンドを除きゴングに救われない。リングは5.5m - 7m四方でロープは4本。他にムエタイルール、ヨーロッパルール（肘打ち・顔面膝禁止）なども行なわれている。

## 歴代王者

### フライ級
| 代 | 名前           | 所属     | 在位期間・認定日                      | 防衛回数 |
| -- | -------------- | -------- | ------------------------------------- | -------- |
| 初 | 深津飛成       | 伊原道場 |                                       | 4        |
| 2  | 建石智成       | 尚武会   | 2003年3月23日（返上）                 |          |
| 3  | レオンケイスケ | 誠真     | 2007年10月21日 - 2009年4月5日（返上） | 1        |
| 4  | 越川大樹       | 市原     | 2009年4月5日 - 2010年3月7日           | 0        |
| 5  | 江幡睦         | 伊原道場 | 2010年3月7日（返上）                  | 1        |

### バンタム級
| 代 | 名前     | 所属       | 在位期間・認定日                 | 防衛回数 |
| -- | -------- | ---------- | -------------------------------- | -------- |
| 初 | 蔦謙介   |            |                                  |          |
| 2  | 菊地剛介 | 伊原道場   |                                  | 3        |
| 3  | 加村健一 | 伊原道場   | 2003年5月18日 - 2005年8月22日    | 1        |
| 4  | 蘇我英樹 | 市原       | 2005年8月22日 - 2006年4月9日     |          |
| 5  | 深津飛成 | 伊原道場   | 2006年4月9日 - 2009年3月（返上） | 3        |
| 6  | 木暮智   | ビクトリー | 2009年3月8日 - 2009年7月12日     | 0        |
| 7  | 池田茂由 | 伊原道場   | 2009年7月12日 - 2009年10月25日   | 0        |
| 8  | 木暮智   | ビクトリー | 2009年10月25日（返上）           | 1        |
| 9  | 江幡塁   | 伊原道場   | 2011年3月26日（返上）            | 1        |
| 11 | 瀧澤博人 | ビクトリー | 2014年10月26日                   | 1        |

### フェザー級
| 代 | 名前       | 所属     | 在位期間・認定日                  | 防衛回数 |
| -- | ---------- | -------- | --------------------------------- | -------- |
| 初 | 小野寺力   | 藤本     |                                   |          |
| 2  | 小出智     | 治政館   | 2000年7月29日 - 2003年3月23日     |          |
| 3  | 菊地剛介   | 伊原道場 | 2003年3月23日 - 2006年3月26日     | 2        |
| 4  | 大野信一朗 | 藤本     | 2006年3月26日（返上）             |          |
| 5  | 菊地剛介   | 伊原道場 | 2006年10月22日（返上）            | 2        |
| 6  | 蘇我英樹   | 市原     | 2009年4月5日 - 2010年12月（返上） | 1        |
| 7  | 雄大       | 治政館   | 2011年1月16日 - 2011年（返上）    | 0        |
| 8  | 内田雅之   | 藤本     | 2011年12月16日                    | 2        |

### ライト級
| 代      | 名前     | 所属     | 在位期間・認定日                      | 防衛回数 |
| ------- | -------- | -------- | ------------------------------------- | -------- |
| 初      | 鷹山真吾 | 尚武会   | 1999年6月20日 - 2000年1月23日         | 0        |
| 2       | 石井宏樹 | 藤本     | 2000年1月23日（返上）                 | 8        |
| 3       | 朴龍     | 市原     | 2008年4月13日 - 2010年4月4日          | 1        |
| 4       | 松本芳道 | 八景     | 2010年4月4日 - 2010年10月24日（返上） | 0        |
| 5(暫定) | 中尾満   | 伊原道場 | 2010年10月24日（認定） - 2011年9月4日 | 0        |
| 6       | 石井達也 | 藤本     | 2011年9月4日 - 2014年4月（返上）      | 2        |

### ウェルター級
| 代 | 名前     | 所属       | 在位期間・認定日              | 防衛回数 |
| -- | -------- | ---------- | ----------------------------- | -------- |
| 初 | 武田幸三 | 治政館     | 1997年1月11日（返上）         | 2        |
| 2  | 米田克盛 | トーエル   | 2001年3月31日 - 2002年1月27日 |          |
| 3  | 北沢勝   | 藤本       | 2002年1月27日 - 2004年1月25日 |          |
| 4  | 米田克盛 | トーエル   | 2004年1月25日（返上）         | 0        |
| 5  | 井場洋貴 | 藤本       | 2005年9月4日 - 2006年5月21日  | 0        |
| 6  | 正木和也 | 藤本       | 2006年5月21日 - 2008年7月13日 | 1        |
| 7  | 荻野兼嗣 | ビクトリー | 2008年7月13日 - 2009年5月31日 | 0        |
| 8  | 緑川創   | 藤本       | 2009年5月31日                 | 3        |

### ミドル級
| 代 | 名前       | 所属     | 在位期間・認定日                | 防衛回数 |
| -- | ---------- | -------- | ------------------------------- | -------- |
| 初 | 松本哉朗   | 藤本     | 2001年5月6日 - 2008年12月14日   | 6        |
| 2  | 後藤龍治   | 伊原道場 | 2008年12月14日 - 2009年10月25日 | 0        |
| 3  | 宮本武勇志 | 治政館   | 2009年10月25日 - 2011年10月2日  | 1        |
| 4  | 喜多村誠   | 伊原道場 | 2011年10月2日                   | 1        |

### ヘビー級
| 代 | 名前       | 所属       | 在位期間・認定日                | 防衛回数 |
| -- | ---------- | ---------- | ------------------------------- | -------- |
| 初 | 内田ノボル | ビクトリー | 2005年10月23日 - 2007年（返上） | 3        |
| 2  | 松本哉朗   | 藤本       | 2009年5月31日                   | 0        |

### 世界王座(WKBA)
| 階級               | 名前     | 所属     | 認定日        | 防衛回数 |
| ------------------ | -------- | -------- | ------------- | -------- |
| バンタム級         | 江幡睦   | 伊原道場 | 2014年4月20日 | 0        |
| スーパーバンタム級 | 江幡塁   | 伊原道場 | 2014年3月9日  | 0        |
| スーパーフェザー級 | 蘇我英樹 | 市原     | 2014年4月6日  | 0        |